# Diana Orlow
 (septembre 2018).
Si vous disposez d'ouvrages ou d'articles de référence ou si vous connaissez des sites web de qualité traitant du thème abordé ici, merci de compléter l'article en donnant les références utiles à sa vérifiabilité et en les liant à la section « Notes et références ».
Diana Orlow (alias Lilith von Sirius), (née le 6 juin 1971 à Poznań en  Pologne, morte d'un cancer de l'utérus à Hambourg le 30 mars 1997) est une poétesse, créatrice de costume, "courtisane de luxe" et comédienne.
Le groupe Jad Wio lui offrit un album: Sex Magik - Histoire de Lilith Von Sirius Elle rencontra Philippe Pissier, espion-Sebek, personnage central de l’ésotérisme hexagonal, dont la renommée s’étend peu à peu à l’ensemble européen. D'après les paroles de « Das ist… », elle aurait rencontré un membre de Jad wio: « en 1987 il y a des années j'ai connu, au numéro 57 de la rue de Charonne »
Début 1996, l’écrivain & artiste polonaise Diana Orlow transféra la majeure partie de ses possessions dans la demeure de PP où elle comptait s’installer. Elle laisse environ 1000 objets répertoriés. En hommage à Diana, les français Michel Brossault et Philippe Pissier fondent le groupe:  Lilith Infinite de musique électronique (traducteur d’Aleister Crowley, Austin Osman Spare, Phil Hine, etc.)

## Œuvres
- Tienne à jamais, roman écrit en allemand en 1995, puis traduit en français, anglais et polonais.

- Liber 156, recueil de poésie écrit entre 92 et 95, traduit en allemand, français, anglais et polonais.

- Participation à la compilation littéraire du journal Czas kultury, comprenant des poèmes de différents jeunes auteurs de la ville de Poznań (Pologne), en octobre 93.

- Coécriture, traduction de l'allemand vers le français, et interprétation de la chanson Blume pour le groupe allemand «Einstürzende Neubauten», publiée sur l'album « Tabula Rasa », en mars 91 [ et sur l'album « Malédiction », 1992 ].

- Traductions en français et polonais du «Livre de la Loi» d'A. Crowley.

- Parution posthume de poèmes dans les revues LE MIRACLE TATOUE, ALEXANDRE, etc. Parution début 1998 du recueil de poèmes (traduits par Philippe Pissier) HUMAN WOMAN WITH HUMAN FEELINGS à l'enseigne de ON A FAIM (BP 47, 76802 St Étienne du Rouvray Cedex).

## Spectacles
- Interprétation dansée de quatre cartes de tarot pour la pièce de théâtre Conte de fée de Myriam Brown, les 22 et 23 décembre à Paris.

- Exposition de vêtements, d'accessoires, de photos et de poèmes, danse au serpent et danse chauve-souris, lors du vernissage de l'exposition Aux Carrés d'Hélène, le 14 décembre à Paris.

- Danse de chauve-souris lors de l'événement techno de pleine lune au lac de Pokhara au Népal, en septembre.

- Danse au serpent lors de la soirée « Freiheit, Gleichheit, Geilheit » organisée par Ludwig von Tetzlaff, en juillet à Berlin.

- Spectacle de danse lors de la soirée «Exotica» organisée par le bar « Lili la Tigresse », en mars à Paris.

- Trilogie pour la troupe catalane LA FURA DEL BAUS comprenant la projection vidéo d'un poème, une danse au serpent et une danse de chauve-souris, en septembre 94 à Berlin.

- Création et réalisation du costume de chauve-souris, puis interprétation dansée, pour la discothèque « Spacenik » à Münster en Allemagne, en janvier 93.

- Création et réalisation d'une série de costumes de théâtre pour Le Décaméron de Boccace, monté par Bepi Giuseppe, en août 90.

- Travail avec le groupe de théâtre du Lycée Fénelon et la Maison du Geste et de l'Image, sous la direction de Jacques Hadjaje, sur un montage de «Légère en août» et «Portrait de famille», deux pièces de Denise Bonal, et interprétation d'un rôle lors de la représentation finale donnée au Centre Georges Pompidou, en juin 90.

- Création et réalisation d'un défilé de mode en collaboration avec Hung, en juin 89.

## Autres manifestations
- Figuration sur le tournage du film Happy weekend, en août à Berlin.

- Participation au reportage sur le photographe André Chabot, pour l'émission de télévision allemande « Peep », dans le rôle d'un succube hantant le cimetière du Père-Lachaise, en juillet à Paris.